# Armide (1867)
Pour les autres navires du même nom, voir Armide (navire).
L'Armide est une corvette cuirassée de classe Alma construite à l'arsenal de Lorient pour la Marine française. Lancée puis armée en 1867, elle sert notamment en Méditerranée et en Chine et en avant d'être condamnée en 1882 puis de servir de navire cible en 1886.

## Conception
En 1865, la construction de la Belliqueuse selon des plans d'Henri Dupuy de Lôme donne des résultats encourageants. Il est alors décidé de lancer la construction de sept corvettes cuirassées basées là-dessus, mais dotées d'une vitesse plus grande et d'une artillerie plus puissante et mieux disposée : la classe Alma. Les dimensions sont quasiment identiques, tout comme le déplacement. Dotés d'une carène en bois, les cuirassés ont une ceinture blindée de 15 cm, et les œuvres mortes à l'avant et à l'arrière du réduit sont en tôle de 15 mm. Ces navires, conçus eux aussi par Dupuy de Lôme disposent d'une propulsion hybride : grées en trois-mâts barque avec une surface de voile de 1 450 m2, ils sont propulsés par une hélice Mangin mue par une machine alternative à trois cylindres, elle-même alimentée par des chaudières Creusot.
Côté armement, la corvette dispose de six canons de 19 cm : 4 sont disposés dans un réduit central, et deux autres sur les gaillards dans des tourelles barbettes. Celles-ci ont un blindage de 10 cm et peuvent tirer en chasse et en retraite.

## Histoire
La construction de l'Armide commence en 1865 à l'arsenal de Rochefort. La corvette cuirassée est lancée le 12 avril 1867 et armée le 5 octobre. Aux ordres du capitaine de vaisseau Rozier, elle rejoint Brest où elle est placée en réserve. De juillet à novembre 1870 elle intègre les forces navales de la Baltique, sous les ordres du commandant Lafont, avant de rentrer désarmer à Brest. En janvier 1871 l'Armide est réarmée et participe au blocus du SMS Arcona à Lisbonne, avant d'intégrer l'escadre de Méditerranée. En octobre 1873, la corvette est désarmée à Toulon, et le nombre de ses canons de 120 mm est porté de 4 à 6. 
En août 1874, aux ordres du capitaine de vaisseau Lefèvre-Dubua, elle porte la marque du contre-amiral Bonie au Levant, avant d'être de nouveau placée en réserve à Brest en décembre 1875. En 1877, portant la marque du contre-amiral Duburquois, la corvette est armée et part pour les mers de Chine le 17 janvier 1878. En janvier 1880, elle est remplacée à Singapour par la Thétis et rentrer désarmer à Toulon en mars. L'Armide est condamnée le 25 octobre 1882, avant de servir de navire cible pour des expériences d'artillerie  en 1886.